# Brahea moorei
Brahea moorei är en enhjärtbladig växtart som beskrevs av Liberty Hyde Bailey och Harold Emery Moore. Brahea moorei ingår i släktet Brahea och familjen Arecaceae. Inga underarter finns listade i Catalogue of Life.